# Louis Vicat
Louis Joseph Vicat (31. března 1786, Nevers – 10. dubna 1861, Grenoble) byl francouzský inženýr. V roce 1804 vystudoval École Polytechnique a 1806 dokončil École des Ponts et Chaussées.
Vicat se zabýval složením a zráním malty a vyvíjel vlastní recepturu. První stavbou, na které svou moderní maltu použil, byl most ve městě Souillac (Dordogne), postavený v roce 1818. Jeho materiál se stal oblíbeným, ale byl časem nahrazen portlandským cementem. Je také vynálezcem Vicatovy jehly, která se používá pro zjištění doby zrání betonu. Jeho syn, Joseph Vicat, založil Vicat Cement, která je dodnes velkou společností, produkující cement.
Byl členem Francouzské akademie věd a jeho jméno je jedním ze 72 jmen, zapsaných na Eiffelově věži. V roce 1855 byl zvolen honorárním zahraničním členem Americké akademie umění a věd (American Academy of Arts and Sciences).